# Willis Hawkins
Willis M. Hawkins (1 de dezembro de 1913 — Los Angeles, 28 de setembro de 2004) foi um engenheiro aeroespacial estadunidense
Foi engenheiro da Lockheed Corporation durante mais de 50 anos.